# District Oktjabrski
District Oktjabrski (Russisch: Октябрьский район) is een bestuurlijk district in het zuidoosten van de Russische stad Jekaterinenburg. Het vormt een wijde as van microdistricten rond de oude Siberische Trakt en omvat ook de internationale luchthaven Koltsovo. Het district had 119.286 inwoners bij de volkstelling van 2002 tegen 135.293 bij de volkstelling van 1989. Door de toevoeging van de plaats Koltsovo als microdistrict op 1 januari 2005, steeg dit tot 134.021 (gecombineerde aantallen van 2002).

## Microdistricten
Het district bestaat uit de volgende microdistricten en industriegebieden (i):
| Naam                  | Russisch          |
| --------------------- | ----------------- |
| Kammenye palatki (i)  | Каменные палатки  |
| Kirpitsjny/Tsjapajeva | Кирпичный/Чапаева |
| Koltsovo              | Кольцово          |
| Kompressorny          | Компрессорный     |
| Letsjebny             | Лечебный          |
| Maly Istok            | Малый Исток       |
| Novy                  | Новый             |

| Naam          | Russisch     |
| ------------- | ------------ |
| Parkovy       | Парковый     |
| Pivzavod (i)  | Пивзавод     |
| Ptitsefabrika | Птицефабрика |
| Rzjavets      | Ржавец       |
| Sibirski      | Сибирский    |
| Sinieje kamni | Синие камни  |

Ook de plaats Istok met ongeveer 5.000 inwoners valt onder het district.

## Geschiedenis

### Geschiedenis tot de revolutie
De geschiedenis van het district begon met de bouw van een fort in de jaren zeventig van de 18e eeuw genaamd Bolsjoj val ("grote wal"), waarbuiten de eerste weg van het latere district werd aangelegd; Zavalnaja (later Soldatskaja en nu Krasnoarmejskaja; "Rode Leger"). In 1783 werd de Siberische Trakt aangelegd door Jekaterinenburg (dat in dat jaar de status van stad kreeg), waardoor de plaats een wegverbinding kreeg met Moskou, Kazan en Perm in het westen en de Siberische hoofdstad Tobolsk in het oosten en de locatie van het huidige district uitgroeide tot een belangrijk transportknooppunt, daar gedurende bijna 100 jaar deze weg al enige verbinding gold tussen Europees en Aziatisch Rusland.

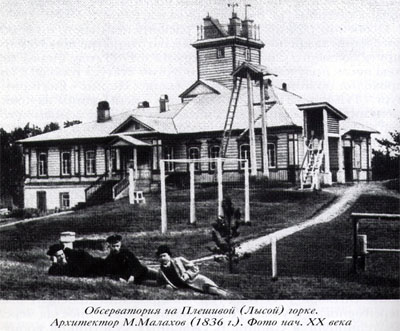
Het meteorologisch observatorium begin 20e eeuw

In 1798 kreeg het fort een regiment musketiers, die de naam "Jekaterinenburg" kreeg. Zij oefenden op het grondgebied van het huidige district op de plaats van het huidige Morozovpark en namen deel aan de veldslagen tegen Napoleon in 1812. In de jaren 40 van de 19e eeuw werden er ook een aantal militaire barakken gebouwd, waar soldaten en militaire staf verbleven. Tussen 1834 en 1836 werd op de Lisojberg in het district een van de eerste meteorologische stations van het Russische Rijk gebouwd, waar in de 19e en 20e eeuw veel bekende Russische wetenschappers verbleven, zoals Dmitri Mendelejev in 1899.
Midden 19e eeuw ontstonden de eerste industriële bedrijven in dit deel van de stad. Vanaf 1853 werd er katoen geproduceerd en in 1865 ontstond een kleine machinefabriek. Rond 1870 kreeg het stadsdeel een spoorstation (Sjartasj of Jekaterinenburg-P) en in 1885 werden er een gistfabriek en een wijnstokerij geopend, gevolgd door nog een stokerij in 1907. In 1898 werd een vlasspin-weverij gebouwd langs de Siberische Trakt, die een belangrijke rol speelde bij de ontwikkeling van het stadsdeel. Ernaast werd een arbeiderswijk gebouwd met kleine houten huizen. In 1899 werd de eerste bibliotheek gebouwd en in 1912 werd er een stadstheater geopend (nu een opera en ballettheater), waar in 1917 het Sovjetregime van Jekaterinenburg werd uitgeroepen en in 1924 de nieuwe naam 'Sverdlovsk' voor de stad werd geproclameerd.

### Sovjet-periode tot nu
Door de Russische Revolutie en de daaropvolgende Russische Burgeroorlog stokte de economie vervolgens gedurende een aantal jaar, alvorens weer op gang te komen. De Burgeroorlog trok door de Oeral tussen 1918 en 1919. In 1922 werden een confectiefabriek en een wijnfabriek geopend en in 1925 werd een wodkafabriek gebouwd. In dat jaar werd ook begonnen met de aanleg van een waterleidingstelsel in het gebied, die eind jaren '20 werd voltooid. Geleidelijk aan werd het aantal fabrieken in het district uitgebreid en verschenen meer publieke functies in het stadsdeel, zoals parken (het Engelspark en het Majakovskipark), een poppentheater, en het eerste permanente stadscircus. In de jaren 30 werd een stedelijk zwembad gebouwd en ontstonden de eerste buslijnen en tramlijnen. Ook ontstonden een aantal wetenschappelijke onderzoeksinstituten in die tijd. In 1932 werd de Sverdlovskafdeling van de unie van Sovjetartiesten opgezet, hetgeen de voorloper vormde van de filmstudio van Sverdlovsk, die in 1943 zijn deuren opende. Op 16 maart 1934 werd het district Oktjabrski opgericht.
In de Tweede Wereldoorlog verdubbelde de bevolking. Vanaf 1941 liet Stalin veel bedrijven uit Europees Rusland naar onder andere de Oeral evacueren om ze uit handen van de Duitsers te houden. Hierdoor werd de economische structuur van het district uitgebreid met een optisch-mechanische fabriek (het huidige OeOMZ), een parfumfabriek, pompfabrieken, de grote machinefabriek Pnevmostrojmasjina en een vliegtuigontwerpbureau, dat werkte aan de ontwikkeling van de turbofan. De Compressorfabriek van de Oeral (OeKZ), die in 1933 was ontstaan als een wegenbouwbedrijf (Obldormasj) in het district, werd tijdens de oorlog samengevoegd met een wegenbouwbedrijf uit Moskou en een bedrijf uit Voronezj en ging katjoesjaraketten produceren voor het Russische leger. Na de oorlog werd dit het grootste bedrijf voor de productie van compressors van Rusland, met name voor de Russische defensie-industrie. Het militaire vliegveld Koltsovo dat was geopend in 1928, kreeg tijdens de oorlog een luchtmachteskader en werd ingezet als strategisch distributiepunt voor het overvliegen van materieel van de fabrieken uit het Verre Oosten, Siberië en de Oeral naar de fronten. In 1954 werd het eerste gebouw geplaatst bij het vliegveld en na de val van de Sovjet-Unie groeide het uit tot de grootste Russische luchthaven na die van Moskou en Sint-Petersburg.
In 1946 werd een tramlijn aangelegd op de oelitsa Koejbysjeva en werden een kippenfabriek en een filiaal van het wetenschappelijk onderzoeksinstituut van Mendelejev voor meteorologie geopend. Drie jaar later opende een fabriek voor droogijs haar deuren in het district. In 1966 werd het grootste park van de stad in het district geopend; het bospark Lesovodov Rossii ("bosbouwers van Rusland"-park), dat ruim 700 hectare omvat. In 1975 werd de overdekte markt Sjartasjki geopend.
In 1960 kreeg de stad aansluiting op het gasnet. Ook werden in die tijd de eerste gebouwen met stadsverwarming gebouwd. In de jaren zestig werden grote stadsblokken gerealiseerd met publieke voorzieningen. In de jaren 80 en 90 werd een nieuwe huizenbouwperiode ingezet met de bouw van Parkovy, een van de grootste woonwijken van de stad.
Kirovski · Leninski · Oktjabrski · Ordzjonikidzevski · Tsjkalovski · Verch-Isetski · Zjeleznodorozjny